# Vers iàmbic
Un vers iàmbic és un vers que es basa en el ritme accentual de la poesia clàssica, format per peus de sí·laba breu i síl·laba llarga. És la base dels dístics elegíacs. Segons Plini el Vell, el poeta i satíric llatí Horaci considerava que fou Arquíloc de Paros qui inventà el vers iàmbic durant el segle vii aC.